# Cranopsis luetkenii
Bufo luetkenii là một loài cóc trong họ Bufonidae.
Nó được tìm thấy ở Costa Rica, El Salvador, Guatemala, Honduras, México, và Nicaragua.
Các môi trường sống tự nhiên của chúng là các khu rừng khô nhiệt đới hoặc cận nhiệt đới, các khu rừng vùng núi ẩm nhiệt đới hoặc cận nhiệt đới, đầm nước ngọt có nước theo mùa, và vùng đồng cỏ.

## Hình ảnh

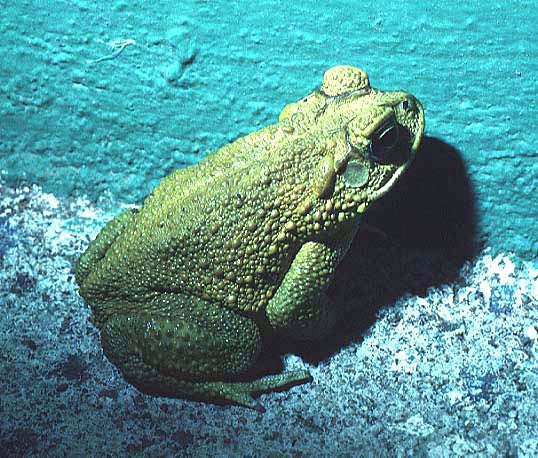